# اختلاط المواسم
اختلاط المواسم أو وليمة القتل الكبرى رواية للروائي الجزائري بشير مفتي. صدرت الرواية لأوّل مرة في العام 2019 عن منشورات الاختلاف في الجزائر. ودخلت في القائمة الطويلة للجائزة العالمية للرواية العربية لعام 2020، المعروفة باسم «جائزة بوكر العربية».